# Bezprim
Bezprim (poljsko Bezprym, madžarsko Veszprém) je bil od leta 1031 do svoje smrti bojvoda Poljske, * okoli 986, † 1032.
Bil je najstarejši sin poljskeka kralja Boleslava I. Hrabrega, vendar ni bil izbran za njegovega naslednika. Oče ga je okoli leta 1001 poslal v Italijo, da bi postal menih v puščavniškem samostanu svetega Romualda v Raveni.
Bezprima  je po očetov smrti polbrat Mješko II. Lambert leta 1031 izgnal iz države. Po hkratnem napadu nemških in kijevskih sil ter pobegu Mješka II. na Češko, je Bezprim postal vladar velikih območij Poljske. Njegova vladavina je bila kratka in po nekaterih virih izjemno okrutna. Leta 1032 je bil umorjen in Mješko II. se je vrnil na poljski prestol. Domneva se, da se je med Bezprimovo kratko vladavino začel upor poganov proti pokristjanjevanju.

## Zgodnja leta
Bezprim je bil edini otrok Boleslava I. Hrabrega in njegove druge žene, neimenovane ogrske princese. V starejših virih se omenja kot Judita, hčerka ogrskega vladarja Géze. Četudi so mnenja o identiteti druge žene Boleslava I. različna, številni raziskovalci še vedno podpirajo hipotezo, da je bila hči Géze. Zakon njegovih staršev se je kmalu po njegovem rojstvu končal, verjetno zaradi poslabšanja političnih odnosov med Poljsko in Ogrsko. Bezprimova žena je po ločitvi verjetno ostala na Poljskem in kmalu zatem umrla.
Boleslav I. se je kmalu po ločitvi poročil z Emnildo Lužiško, s katero je imel pet otrok. Najstarejši sin je bil bodoči kralj Mješko II. Lambert, rojen leta 990.
O Bezprimovih mladostnih letih je malo znanega. V nasprotju z njim je mladost njegovega polbrata Mješka II. v celoti opisana v več sodobnih virih. To je verjetno kaže, da ga oče ni maral in je imel Mješka II. za svojega naslednika že od njegovega rojstva. Trditev potrjuje kasnejše politično delovanje Boleslava I.
Bezprimu je bila usojena cerkvena kariera, kar je razvidno iz Življenja sv. Romualda, puščavnika iz Ravene. V življenjepisu je navedeno, da je v eni od puščavniških celic prebival sin poljskega vojvode, ki mu je leta 1001 podaril konja. Po mnenju sodobnih zgodovinarjev bi ta poljski princ lahko bil le Bezprim. V starejšem zgodovinopisju je obstajala teorija, da je bil poljski princ iz ravenskega samostana Lambert, sin Mješka I., ali neznani sin Boleslava I. iz njegovega prvega zakona s Hunildo, hčerko meissenskega mejnega grofa Rikdaga.
Možno je, da je  Bezprim živel na Ogrskem in bil tam imenovan za glavarja Veszpréma in Zalske županije. V tem primeru bi ime "Veszprém" izviralo iz njegovega madžarskega imena. Hipoteza, ki jo je predlagal madžarski raziskovalec, med poljskimi zgodovinarji ni bila sprejeta. Prav tako je verjetno, da je Bezprim prisostvoval kronanju svojega očeta za poljskega kralja v stolnici v Gnieznu 25. aprila 1025.

## Vzpon na prestol
Ko je Mješko II. prevzel oblast na Poljskem, sta Bezprim in njegov najmlajši polbrat Oton verjetno nekaj časa še prebivala na Poljskem, vendar je Mješko II. Bezprima kmalu izgnal iz države. Kmalu zatem je verjetno isto storil z Otonom leta 1030, ko je odkril, da sta se zarotila proti njemu s pomočjo cesarja Konrada II.
Bezprim se je zatekel v Kijevsko Rusijo in verjetno izrabil oslabljen položaj Mješka II. kot izgovor za pridobitev zavezništva kijevskih knezov Jaroslava Modrega in Mstislava Černigovskega. Ko je Mješko II. leta 1031 branil zahodno poljsko mejo pred napadom Konradom II., so Bezprim in kijevska vojska vdrli v Poljsko. Mješko II. napada  Kijevčanov ni mogel odbiti. Pobegnil je na Češko, kjer so ga po ukazu vojvode Oldřicha zaprli in kastrirali.
Jaroslav Modri je Rdečo Rutenijo priključil svojim posestim, Bezprim pa se je povzpel na poljski prestol. V preteklosti se je domnevalo, da so Jaroslavove čete  posredovale tudi v osrednjih provincah Poljske, da bi novega vojvodo postavile na prestol, vendar je to zdaj postalo vprašljivo. Možno je, da je bila nova  Bezprimova oblast privlačno za domače prebivalstvo. Nekateri poznavalci domnevajo, da je morda celo stal na čelu upora poganov na Poljskem, drugi pa trdijo, da za to ni dovolj trdnih dokazov.

## Vladanje
Bezprim je kmalu po prevzemu oblasti  poslal poljske regalije cesarju Svetega rimskega cesarstva Konradu II. Odpovedal se je kraljevskemu naslovu in sprejel primat zahodne sosede. Kraljevo krono in regalije je cesarju osebno izročila žena Mješka II., kraljica Richeza Lotarinška, ki je leta 1031 skupaj z otroki Kazimirjem, Rikso in Gertrudo zapustila državo. Na dvoru cesarja Konrada II. so odstavljeno kraljico sprejeli z vsemi častmi in ji dovolili nadaljnjo rabo kraljevega naslova. 
Odhod Richeze, predvsem pa njenega sina Kazimirja, je bil za Bezprima izjemno koristen, saj je bil s tem, vsaj začasno, izločen morebitni tekmec za prestol. Mješko II. takrat ni veljal za preveč nevarnega, saj je bil še vedno zaprt na Češkem.
V državi je verjetno  ostala velika skupina pristašev nekdanjega vladarja. Domneva se, da jih je Bezprim začel krvavo preganjati kmalu potem, ko je pričel na oblast. Številni predstavniki poljske družbene elite so bili prisiljeni pobegniti. Med žrtvami preganjanj sta bila morda tudi škofa  Roman in Lambert, po zapisih krakovskega kapitlja usmrčena leta 1032. Brutalen boj z opozicijo bi lahko bil eden od vzrokov za omenjene upore poganov, a jih je bolj  verjetno spodbudilo nezadovoljstvo nad oblastjo Cerkve in z državnim aparatom. 
Sodobno zgodovinopisje postavlja te verske nemire v leta 1031–1032 med Bezprimovo vladavino. Nemiri niso imeli samo verskega, ampak tudi družbeno ozadje. Bili so odraz predvsem gospodarskega stanja, ki sta ga povzročila agresivna politika Boleslava I. Hrabrega in manj uspešna vladavina Mješka II. Poraz v bitki na zahodu v tistem obdobju je odvzel osnovni vir preživetja poljskim vojakom, ki so bili prisiljeni ropati po zahodnih deželah. Stroški vzdrževanja  obsežne vojske so bili za prebivalstvo očitno preveliki. Še en vzrok nezadovoljstva so bili uničujoči vpadi tujih čet.
Omeniti velja, da je v starejšem zgodovinopisju mogoče najti teorijo o obstoju starejšega sina Mješka II., znanega kot Boleslav Pozabljeni, ki je zdaj na splošno zavrnjena. Ta Boleslav je očitno nasledil svojega očeta leta 1034 in bil po mnenju nekaterih zgodovinarjev leta 1038 pravi pobudnik upora poganv. Teorijo podpira tudi Roman Grodecki.

## Smrt
Bezprimova vladavina zaradi njegove izjemne okrutnosti ni trajala dolgo. Po Hildesheimskih kronikah so ga najpozneje spomladi 1032 umorili njegovi možje. Pobudniki za njegovo usmrtitev so bili verjetno njegovi polbratje, čeprav naj bi bil glavni zarotnik Oton Boleslavovič, ki je ostal svoboden v Nemčiji. Kraj Bezprimovega pokopa ni znan.
Poljska država je bila zaradi Bezprimove vladavine zelo oslabljena. Po njegovi smrti je bila razdeljena na tri dele, ki so jim vladali Mješko II.,  Oton in njun bratranec Dytryk, kar je znatno povečalo vpliv Svetega rimskega cesarstva na poljske notranje zadeve. Poljska je za skoraj pol stoletja izgubila status kraljevine.

## Opomba
1. ↑  Po Wipovi kroniki je Mješko II. po prihodu na oblast izgnal Otona. Sodobni zgodovinarji domnevajo, da je to bil Bezprim, ker je avtor pomotoma zamenjal identiteto obeh knezov.